# Myennis monticola
Myennis monticola är en tvåvingeart som beskrevs av Stackelberg 1945. Myennis monticola ingår i släktet Myennis och familjen fläckflugor. Inga underarter finns listade i Catalogue of Life.